# Droga wojewódzka nr 443
Droga wojewódzka nr 443 (DW443) – droga wojewódzka o długości 61 km, łącząca Jarocin z Tuliszkowem. Trasa ta leży na obszarze województwa wielkopolskiego i przebiega przez teren powiatów jarocińskiego, pleszewskiego, konińskiego i tureckiego.

## Ważniejsze miejscowości leżące na trasie DW443
- Jarocin (DK11, DK12, DK15)
- Bachorzew
- Tarce
- Lubinia Mała
- Grab
- Gizałki (DW442)
- Białobłoty
- Królików
- Grodziec
- Jaroszewice Rychwalskie
- Rychwał (DK25)
- Nowy Świat
- Tuliszków (DK72)